# Leo II van Armenië
Leo of Leon II (Armeens: Լևոն Ա Մեծագործ, Levon Metsagorts of Levon Medzakordz) (1150 – overleden op 2 of 5 mei 1219), bijgenaamd de Wonderbaarlijke, was vorst van Armeens Cilicië, als Leo II van 1187 tot 1199 en als Leo I eerste koning van Armeens Cilicië van 1199 tot zijn dood.

## Van prins tot koning
Leo (II) werd heerser van Armenië in 1187, nadat zijn broer Ruben III kort voor zijn dood zijn zetel aan hem doorgaf. Hij was voorheen regent en begeleider van zijn nichten Alice en Philippa, maar schoof hen opzij om zelf de kroon op zich te nemen en kroonde zich tot koning op 6 januari 1199.
Voordat Leo zich tot eerste koning kon kronen, ging daar eerst de Derde Kruistocht aan vooraf. Keizer Frederik I Barbarossa had aangekondigd zijn vorstendom aan te doen op weg naar Jeruzalem. Leo hoopte op een onderhandelingsmogelijkheid om zich door hem als eerste koning te kunnen laten kronen. Helaas verdronk Frederik in de rivier Saleph waardoor dit niet doorging.
Leo ging verder met onderhandelingen bij de nieuwe keizer, Hendrik VI, en ook bij paus Celestinus III voor een koninklijke titel. Deze pogingen waren succesvol en op 6 januari 1199 werd hij gekroond als koning van Armeens Cicilië door de afgevaardigde, Koenraad III van Wittelsbach, aartsbisschop van Mainz, in de Kerk van de Heilige Wijsheid in Tarsus.

## Regeerperiode
In 1194 nam Leo het kasteel van Bagras, gelegen aan de noordelijke grens van het vorstendom Antiochië dat in 1189 veroverd was door Saladin, in beslag. Bohemund III van Antiochië en de Tempelierridders, de oorspronkelijke bewoners en eigenaars van het kasteel, bevolen het terug te geven. Leo lokte vervolgens Bohemund onder een vals verdrag naar Bagras, nam hem gevangen en plaatste hem over naar Sis. Onder dwang aldaar moest Bohemund schriftelijk toestemming geven om zijn vorstendom af te staan aan Leo. Door tussenkomst van Hendrik II van Champagne, koning van Jeruzalem, werd Bohemund vrijgelaten maar moest van zijn zijde alle claims op het Koninkrijk Cicilië laten vallen. Vervolgens verzoenden de beide kemphanen zich en legden hun geschillen bij met een huwelijk tussen Bohemunds zoon Raymond en Leo's nicht Alice van Armenië, dochter van Ruben III.
Op 3 februari 1189 huwde Leo met ene Isabella, vermoedelijk afkomstig uit het Duitse rijk. Zij kregen een dochter genaamd Stefanie (ook Rita genoemd) die later trouwde met Jan van Brienne.
In 1206 beschuldigde bisschop Jan van Sis koningin Isabella van ongepast gedrag (ze zou orgieën houden in haar vertrekken). Leo liet diverse lijfwachten van zijn vrouw ombrengen en viel haar persoonlijk erop aan. Hun huwelijk werd geannuleerd en Isabella werd gevangengezet op 28 januari, in de burcht van Vahka (Feke). Ze werd het jaar erop vergiftigd.
Op 28 januari 1210 trouwde Leo in Cyprus een tweede keer, nu met Sybilla van Lusignan, een dochter van Amalrik II van Jeruzalem. Zij schonk hem een dochter Isabella of Zabel op 27 januari 1216. Op latere leeftijd leed Leo aan vervorming van zijn handen en voeten ; hij zou last van jicht hebben gehad.
Een geschil over de opvolgkwestie in Antiochië was uitgebroken, Raymond van Antiochië was overleden rond 1197, een in lijn opvolgende zoon Raymond Ruben van Antiochië achterlatend. Maar ondertussen had Raymonds broer Bohemund de controle over het graafschap Tripoli in handen genomen en verwierp de opvolgsuccessie en zou zijn eigen vader Bohemund III uit de stad Antiochië hebben gezet in 1199. Leo kwam op voor Bohemund (III) en bracht hem terug op zijn zetel van zijn vorstendom maar overleed reeds in 1201 en Bohemund IV werd alsnog erkend als de nieuwe prins van Antiochië. Leo kreeg het in 1203 voor elkaar om Bohemund IV uit Antiochië te verjagen en plaatste Raymond Ruben op de troon, maar werd weer verslagen door de Tempelier-ridders die de voorkeur gaven aan Bohemund. Leo bleef vasthouden aan de claims van Raymond Ruben en maakte hem tot zijn opvolger bekend op 15 augustus 1211. Ondertussen bleef Leo pogingen ondernemen om Antiochië in te nemen en in 1216 lukte dit ook, met hulp van de Hospitaler ridders. Raymond-Ruben werd geïnstalleerd als prins van Antiochië en Leo besloot nu om zijn jongste dochter Isabella te benoemen als zijn opvolger voor de troon van Armenië. Na zijn overlijden op 2 mei 1219, werd Isabella tot koningin uitgeroepen, maar ondertussen werd Raymond Ruben opnieuw uit Antiochië verjaagd door zijn oom die was teruggekeerd om de troon van Armenië op te eisen.